# Kortrijk Spurs
El Kortrijk Spurs, conocido por motivos de patrocinio como House of Talent Spurs, es un equipo de baloncesto belga que compite en la BNXT League, la liga de Países Bajos y Bélgica. Tiene su sede en la ciudad de Kortrijk. Disputa sus partidos en el Sportcampus Lange Munte, con capacidad para 2400 espectadores.
A fecha de 2023, el club cuenta con 62 equipos en todas las categorías, lo que lo convierte en el club de baloncesto más grande de Bélgica.

## Historia
Los Kortrijk Spurs se fundaron tras la fusión entre dos clubes, el K Basketteam Kortrijk y BC Kortrijk Sport, en el año 2019. Ese mismo año el primer equipo masculino ascendió de la Top Division Men Two a la Top Division Men One, el segundo nivel del baloncesto belga.
En la segunda temporada de los Spurs, Christophe Beghin (ex tres veces jugador belga del año) fue anunciado como nuevo entrenador del equipo. Consiguieron llegar a la final de la Primera División I en 2022, y finalmente perdieron ante el Guco Lier.
El 12 de mayo de 2023, los Spurs derrotaron al Donza en la final de la temporada Top Division Men One y ganaron el título de la segunda división belga. Cuatro días después, el 16 de mayo, el equipo obtuvo una licencia para jugar la BNXT League, que pasó de 10 a 11 los equipos belgas.

## Palmarés
- Top Division Men One  (1)
  - Campeón (1): 2023